# Neivamyrmex compressinodis
Neivamyrmex compressinodis är en myrart som beskrevs av Borgmeier 1953. Neivamyrmex compressinodis ingår i släktet Neivamyrmex och familjen myror. Inga underarter finns listade i Catalogue of Life.